# 徐昌
徐昌（1424年—？），字德茂，直隸蘇州府崑山縣人，匠籍。明朝政治人物。

## 生平
正統六年（1441年）辛酉科順天鄉試第四名。正統十年（1445年）乙丑科會試第四十四名，殿試登進士第二甲第四十一名。景泰間，任福建閩清縣知縣。

## 家族
曾祖徐富。祖父徐勝。父亲徐道安。